# Relais mondiaux 2017
Navigation
Édition 2015 Édition 2019
Les 3e relais mondiaux de l'IAAF ou Challenge mondial des relais (en anglais : 2017 IAAF World Relays) se déroulent les 22 et 23 avril 2017 au Thomas Robinson Stadium de Nassau, aux Bahamas.
Quatre épreuves masculines et quatre féminines sont au programme de cette compétition : le 4 × 100 mètres, le 4 × 200 mètres, le 4 × 400 mètres et le 4 × 800 mètres. L'épreuve du distance medley relay, disputée lors de la précédente édition, est retirée du programme, mais un relais 4 x 400 m mixte va terminer le second jour des compétitions. Les huit équipes classées parmi les huit premières des relais de 4 × 100 m et de 4 × 400 m sont automatiquement qualifiées pour les championnats du monde 2017.

## Organisation

### Programme
|        | 22 avril            | 23 avril                      |
| ------ | ------------------- | ----------------------------- |
| Hommes | 4 × 100 m           | 4 × 800 m 4 × 200 m 4 × 400 m |
| Femmes | 4 × 800 m 4 × 200 m | 4 × 400 m 4 × 100 m           |
| Mixte  |                     | 4 × 400 m                     |

### Participation
Avec l'échéance des inscriptions, l'IAAF affirme que ce sera la plus importante édition des Relais mondiaux à ce jour. Plus de 700 athlètes de 42 fédérations sont inscrits mais seulement 33 ont fait le déplacement. 7 fédérations ont annoncé de participer pour la première fois : la Biélorussie, la République démocratique du Congo, la République tchèque, la Gambie, le Ghana, l'Inde et l'Afrique du Sud, mais certaines n'ont pas confirmé leur participation. En 2014, pour l'édition inaugurale, avait réuni 576 relayeurs et la suivante en 2015, 669 relayeurs.

## Podiums

### Hommes
| Épreuves       | Or                                                                             | Argent                                                                              | Bronze                                                                            |
| -------------- | ------------------------------------------------------------------------------ | ----------------------------------------------------------------------------------- | --------------------------------------------------------------------------------- |
| 4 × 100 mètres | États-Unis LeShon Collins Mike Rodgers Ronnie Baker Justin Gatlin 38 s 43      | Barbade Mario Burke Ramon Gittens Nicholas Deshong Burkheart Ellis 39 s 18 (SB)     | Chine Tang Xingqiang Xie Zhenye Su Bingtian Liang Jinsheng 39 s 22                |
| 4 × 200 mètres | Canada Gavin Smellie Brendon Rodney Andre De Grasse Aaron Brown 1 min 19 s 42  | États-Unis Noah Lyles Jarrion Lawson Isiah Young Ameer Webb 1 min 19 s 88           | Jamaïque Nickel Ashmeade Oshane Bailey Rasheed Dwyer Yohan Blake 1 min 21 s 09    |
| 4 × 400 mètres | États-Unis David Verburg Tony McQuay Kyle Clemons LaShawn Merritt 3 min 2 s 13 | Botswana Isaac Makwala Baboloki Thebe Onkabetse Nkobolo Karabo Sibanda 3 min 2 s 28 | Jamaïque Peter Matthews Demish Gaye Martin Manley Steven Gayle 3 min 2 s 86       |
| 4 × 800 mètres | États-Unis Brannon Kidder Erik Sowinski Casimir Loxsom Clayton Murphy 7:13.16  | Kenya Alfred Kipketer Kipyegon Bett Timothy Kitum Ferguson Cheruiyot Rotich 7:13.70 | Pologne Artur Kuciapski Mateusz Borkowski Adam Kszczot Marcin Lewandowski 7:18.74 |

### Femmes
| Épreuves       | Or                                                                                            | Argent                                                                                           | Bronze                                                                                              |
| -------------- | --------------------------------------------------------------------------------------------- | ------------------------------------------------------------------------------------------------ | --------------------------------------------------------------------------------------------------- |
| 4 × 100 mètres | Allemagne Alexandra Burghardt Lisa Mayer Tatjana Pinto Rebekka Haase 42 s 84                  | Jamaïque Simone Facey Natasha Morrison Gayon Evans Sashalee Forbes 42 s 95                       | Chine Liang Xiaojing Wei Yongli Tao Yujia Yuan Qiqi 43 s 11                                         |
| 4 × 200 mètres | Jamaïque Jura Levy Shericka Jackson Sashalee Forbes Elaine Thompson 1 min 29 s 04 (CR, NR)    | Allemagne Lara Matheis Tatjana Pinto Rebekka Haase Gina Lückenkemper 1 min 30 s 68               | États-Unis Dezerea Bryant Tiffany Townsend Felicia Brown Shalonda Solomon 1 min 30 s 87             |
| 4 × 400 mètres | États-Unis Phyllis Francis Ashley Spencer Quanera Hayes Natasha Hastings 3:24.36              | Pologne Małgorzata Hołub Iga Baumgart Adrianna Janowicz Justyna Święty 3:28.28                   | Jamaïque Janieve Russell Anneisha McLaughlin-Whilby Verone Chambers Stephenie Ann McPherson 3:28.49 |
| 4 × 800 mètres | États-Unis Chanelle Price Chrishuna Williams Laura Roesler Charlene Lipsey 8 min 16 s 36 (WL) | Biélorussie Darya Barysevich Ilona Usovich Viktoria Kushnir Marina Arzamasova 8 min 20 s 07 (SB) | Australie Lora Storey Abbey de la Motte Zoe Buckman Heidi See 8 min 21 s 08 (SB)                    |

### Mixte
| Épreuves       | Or                                                                                       | Argent                                                                           | Bronze                                                                        |
| -------------- | ---------------------------------------------------------------------------------------- | -------------------------------------------------------------------------------- | ----------------------------------------------------------------------------- |
| 4 × 400 mètres | Bahamas Steven Gardiner Shaunae Miller Anthonique Strachan Michael Mathieu 3 min 14 s 42 | États-Unis Michael Berry Jaide Stepter Paul Dedewo Claudia Francis 3 min 17 s 29 | Jamaïque Javere Bell Ristananna Tracey Natoya Goule Jamari Rose 3 min 20 s 26 |

## Résultats des finales

### Hommes

#### Relais 4 ×100m
Les relais qualifiés pour les championnats du monde 2017 sont les cinq premières équipes classées lors de la finale A (États-Unis, Barbade, Chine, Australie et France) ainsi que les trois premières équipes de la finale B (Trinité-et-Tobago, Allemagne et Bahamas).
| Rang | Pays        | Athlètes                                                              | Temps        |
| ---- | ----------- | --------------------------------------------------------------------- | ------------ |
| 1    | États-Unis  | LeShon Collins Mike Rodgers Ronnie Baker Justin Gatlin                | 38 s 43      |
| 2    | Barbade     | Mario Burke Ramon Gittens Nicholas Deshong Burkheart Ellis            | 39 s 18 (SB) |
| 3    | Chine       | Tang Xingqiang Xie Zhenye Su Bingtian Liang Jinsheng                  | 39 s 22      |
| 4    | Australie   | Trae Williams Tom Gamble Alexander Hartmann Nicholas Andrews          | 39 s 73      |
| 5    | France      | Marvin René Jimmy Vicaut Méba-Mickaël Zézé Stuart Dutamby             | 39 s 83      |
| -    | Canada      | Akeem Haynes Aaron Brown Brendon Rodney Andre De Grasse               | DNF          |
| -    | Royaume-Uni | Chijindu Ujah Zharnel Hughes Daniel Talbot Ojie Edoburun              | DNF          |
| -    | Pays-Bas    | Giovanni Codrington Churandy Martina Solomon Bockarie Hensley Paulina | DNF          |

#### Relais 4 ×200m
| Rang | Pays               | Athlètes                                                                          | Temps              |
| ---- | ------------------ | --------------------------------------------------------------------------------- | ------------------ |
| 1    | Canada             | Gavin Smellie Brendon Rodney Andre De Grasse Aaron Brown                          | 1 min 19 s 42 (WL) |
| 2    | États-Unis         | Noah Lyles Jarrion Lawson Isiah Young Ameer Webb                                  | 1 min 19 s 88 (SB) |
| 3    | Jamaïque           | Nickel Ashmeade Oshane Bailey Rasheed Dwyer Yohan Blake                           | 1 min 21 s 09 (SB) |
| 4    | Trinité-et-Tobago  | Moriba Morain Dan-Neil Telesford Kyle Greaux Emmanuel Callender                   | 1 min 21 s 39 (NR) |
| 5    | Bahamas            | Blake Bartlett Samson Colebrooke Ian Kerr Shavez Hart                             | 1 min 22 s 36 (SB) |
| 6    | Chine              | Tang Xingqiang Mo Youxue Bie Ge Liang Jinsheng                                    | 1 min 22 s 91 (NR) |
| 7    | Kenya              | Mark Otieno Odhiambo Mike Mokamba Nyang'au Peter Mwai Ndichu Collins Omae Gichana | 1 min 23 s 72      |
| 8    | Antigua-et-Barbuda | Daniel Bailey Richard Richardson Jared Jarvis Tahir Walsh                         | 1 min 25 s 11      |

#### Relais 4 ×400m
Les huit relais classés sont qualifiés pour les championnats du monde 2017.
| Rang | Pays              | Athlètes                                                            | Temps             |
| ---- | ----------------- | ------------------------------------------------------------------- | ----------------- |
| 1    | États-Unis        | David Verburg Tony McQuay Kyle Clemons LaShawn Merritt              | 3 min 2 s 13      |
| 2    | Botswana          | Isaac Makwala Baboloki Thebe Onkabetse Nkobolo Karabo Sibanda       | 3 min 2 s 28 (SB) |
| 3    | Jamaïque          | Steven Gayle Peter Matthews Demish Gaye Martin Manley               | 3 min 2 s 86 (SB) |
| 4    | Trinité-et-Tobago | Renny Quow Jereem Richards Jarrin Solomon Lalonde Gordon            | 3 min 3 s 17      |
| 5    | Cuba              | William Collazo Adrián Chacón Osmaidel Pellicier Yoandys Lescay     | 3 min 3 s 84 (SB) |
| 6    | Royaume-Uni       | Matthew Hudson-Smith Delano Williams Jarryd Dunn Theo Campbell      | 3 min 5 s 63      |
| 7    | Brésil            | Anderson Henriques Alexander Russo Hugo de Sousa Lucas Carvalho     | 3 min 5 s 96      |
| 8    | France            | Mamadou Kassé Hanne Teddy Atine-Venel Mamoudou Hanne Thomas Jordier | 3 min 6 s 33      |

#### Relais 4 ×800m
| Rang | Pays              | Athlètes                                                                    | Temps              |
| ---- | ----------------- | --------------------------------------------------------------------------- | ------------------ |
| 1    | États-Unis        | Brannon Kidder Erik Sowinski Casimir Loxsom Clayton Murphy                  | 7 min 13 s 16 (WL) |
| 2    | Kenya             | Alfred Kipketer Kipyegon Bett Timothy Kitum Ferguson Cheruiyot Rotich       | 7 min 13 s 70 (SB) |
| 3    | Pologne           | Artur Kuciapski Mateusz Borkowski Adam Kszczot Marcin Lewandowski           | 7 min 18 s 74 (SB) |
| 4    | Australie         | Josh Ralph Jordan Williamsz James Gurr Luke Mathews                         | 7 min 20 s 10 (SB) |
| 5    | Mexique           | José Eduardo Rodríguez Alexis Sotelo Gamaliel Moctezuma Jesús Tonatiu López | 7 min 20 s 92 (NR) |
| 6    | Qatar             | Jamal Hairane Musaab Adam Ali Hamza Driouch Hashim Salah Mohamed            | 7 min 28 s 25 (SB) |
| 7    | Athlètes réfugiés | Gai Nyang Paulo Amotun Wiyual Puok Dominic Lokinyomo                        | 8 min 12 s 57      |

### Femmes

#### Relais 4 ×100m
Les relais qualifiés pour les championnats du monde 2017 sont les six premières équipes classées lors de la finale A (Allemagne, Jamaïque, Chine, Pays-Bas, France et Bahamas) ainsi que la première équipe de la finale B (Équateur). Les autres équipes n'ont pas terminé la course ou ont été disqualifiées.
| Rang | Pays       | Athlètes                                                           | Temps        |
| ---- | ---------- | ------------------------------------------------------------------ | ------------ |
| 1    | Allemagne  | Alexandra Burghardt Lisa Mayer Tatjana Pinto Rebekka Haase         | 42 s 84 (SB) |
| 2    | Jamaïque   | Simone Facey Natasha Morrison Gayon Evans Sashalee Forbes          | 42 s 95 (SB) |
| 3    | Chine      | Liang Xiaojing Wei Yongli Tao Yujia Yuan Qiqi                      | 43 s 11 (SB) |
| 4    | Pays-Bas   | Jamile Samuel Dafne Schippers Madiea Ghafoor Naomi Sedney          | 43 s 17 (SB) |
| 5    | France     | Floriane Gnafoua Stella Akakpo Charlotte Jeanne Carolle Zahi       | 43 s 90 (SB) |
| 6    | Bahamas    | Devine Parker Brianne Bethel Tayla Carter Tynia Gaither            | 44 s 01 (SB) |
|      | Brésil     | Bruna Farias Tânia da Silva Vitória Cristina Rosa Rosângela Santos | DNF          |
|      | États-Unis | Tianna Bartoletta Jenna Prandini English Gardner Morolake Akinosun | DNF          |

#### Relais 4 ×200m
| Rang | Pays                      | Athlètes                                                        | Temps                  |
| ---- | ------------------------- | --------------------------------------------------------------- | ---------------------- |
| 1    | Jamaïque                  | Jura Levy Shericka Jackson Sashalee Forbes Elaine Thompson      | 1 min 29 s 04 (CR, NR) |
| 2    | Allemagne                 | Lara Matheis Tatjana Pinto Rebekka Haase Gina Lückenkemper      | 1 min 30 s 68 (SB)     |
| 3    | États-Unis                | Dezerea Bryant Tiffany Townsend Felicia Brown Shalonda Solomon  | 1 min 30 s 87          |
| 4    | Trinité-et-Tobago         | Kamaria Durant Semoy Hackett Reyare Thomas Kai Selvon           | 1 min 32 s 63          |
| 5    | Nigeria                   | Jennifer Madu Patience George Dominique Duncan Ugonna Ndu       | 1 min 33 s 08 (SB)     |
| 6    | France                    | Jennifer Galais Estelle Raffai Fanny Peltier Estelle Perrossier | 1 min 35 s 11          |
| 7    | Îles Vierges britanniques | Nelda Huggins Tahesia Harrigan Karene King Ashley Kelly         | 1 min 35 s 35          |
| 8    | Chine                     | Tao Yujia Liang Xiaojing Tian Wen Yuan Qiqi                     | 1 min 37 s 60          |

#### Relais 4 ×400m
Les huit relais classés sont qualifiés pour les championnats du monde 2017.
| Rang | Pays        | Athlètes                                                                           | Temps              |
| ---- | ----------- | ---------------------------------------------------------------------------------- | ------------------ |
| 1    | États-Unis  | Phyllis Francis Ashley Spencer Quanera Hayes Natasha Hastings                      | 3 min 24 s 36 (WL) |
| 2    | Pologne     | Małgorzata Hołub Iga Baumgart Adrianna Janowicz Justyna Święty                     | 3 min 28 s 28 (SB) |
| 3    | Jamaïque    | Janieve Russell Anneisha McLaughlin-Whilby Verone Chambers Stephenie Ann McPherson | 3 min 28 s 49 (SB) |
| 4    | Royaume-Uni | Emily Diamond Laviai Nielsen Eilidh Doyle Christine Ohuruogu                       | 3 min 28 s 72 (SB) |
| 5    | Australie   | Morgan Mitchell Anneliese Rubie Caitlin Sargent-Jones Olivia Tauro                 | 3 min 28 s 80 (SB) |
| 6    | Botswana    | Amantle Montsho Lydia Jele Galefele Moroko Christine Botlogetswe                   | 3 min 30 s 13 (NR) |
| 7    | Nigeria     | Patience Okon George Ugonna Ndu Jennifer Adaeze Edobi Margaret Bamgbose            | 3 min 32 s 94      |
| 8    | France      | Déborah Sananes Brigitte Ntiamoah Agnès Raharolahy Floria Gueï                     | 3 min 35 s 03      |

#### Relais 4 ×800m
| Rang | Pays        | Athlètes                                                                                         | Temps              |
| ---- | ----------- | ------------------------------------------------------------------------------------------------ | ------------------ |
| 1    | États-Unis  | Chanelle Price Chrishuna Williams Laura Roesler Charlene Lipsey                                  | 8 min 16 s 36 (WL) |
| 2    | Biélorussie | Darya Barysevich Ilona Usovich Viktoria Kushnir Marina Arzamasova                                | 8 min 20 s 07 (SB) |
| 3    | Australie   | Lora Storey Abbey de la Motte Zoe Buckman Heidi See                                              | 8 min 21 s 08 (SB) |
| 4    | Pologne     | Anna Sabat Paulina Mikiewicz-Łapińska Martyna Galant Angelika Cichocka                           | 8 min 24 s 71 (SB) |
| 5    | Kenya       | Eglay Nafuna Nalyanya Sylivia Chematui Chesebe Josphine Chelangat Kiplangat Emily Cherotich Tuei | 8 min 31 s 05 (SB) |

### Mixte

#### Relais 4 ×400m
| Rang | Pays              | Athlètes                                                           | Temps         |
| ---- | ----------------- | ------------------------------------------------------------------ | ------------- |
| 1    | Bahamas           | Steven Gardiner Shaunae Miller Anthonique Strachan Michael Mathieu | 3 min 14 s 42 |
| 2    | États-Unis        | Michael Berry Jaide Stepter Paul Dedewo Claudia Francis            | 3 min 17 s 29 |
| 3    | Jamaïque          | Javere Bell Ristananna Tracey Natoya Goule Jamari Rose             | 3 min 20 s 26 |
| 4    | Pologne           |                                                                    | 3 min 22 s 26 |
| 5    | Australie         |                                                                    | 3 min 23 s 14 |
| 6    | Kenya             |                                                                    | 3 min 23 s 79 |
| 7    | Trinité-et-Tobago |                                                                    | 3 min 25 s 49 |
|      | Botswana          |                                                                    | DNF           |

## Classements
Avec 33 fédérations participantes sans compter une équipe d'athlètes réfugiés (ART) sur 4 x 800 m, ce sont à nouveau les États-Unis qui emportent pour la 3e consécutive le Golden Baton (Bâton d'or) de la meilleurs nation devant la Jamaïque et l'Australie.

### Classement par équipes
- Pays organisateur (Bahamas)

|    | Nation            | Points |
| -- | ----------------- | ------ |
| 1  | États-Unis        | 60     |
| 2  | Jamaïque          | 39     |
| 3  | Australie         | 24     |
| 4  | Pologne           | 23     |
| 5  | Trinité-et-Tobago | 17     |
| 6  | Kenya             | 16     |
| 7  | Chine             | 16     |
| 8  | Allemagne         | 15     |
| 9  | Bahamas           | 15     |
| 10 | France            | 13     |

### Tableau des médailles
| Rang  | Nation      | Or | Argent | Bronze | Total |
| ----- | ----------- | -- | ------ | ------ | ----- |
| 1     | États-Unis  | 5  | 2      | 1      | 8     |
| 2     | Jamaïque    | 1  | 1      | 4      | 6     |
| 3     | Allemagne   | 1  | 1      |        | 2     |
| 4     | Canada      | 1  |        |        | 1     |
| -     | Bahamas     | 1  |        |        | 1     |
| 6     | Pologne     |    | 1      | 1      | 2     |
| 7     | Barbade     |    | 1      |        | 1     |
| -     | Botswana    |    | 1      |        | 1     |
| -     | Kenya       |    | 1      |        | 1     |
| -     | Biélorussie |    | 1      |        | 1     |
| 11    | Chine       |    |        | 2      | 2     |
| 12    | Australie   |    |        | 1      | 1     |
| Total | Total       | 9  | 9      | 9      | 27    |

## Légende
Records et Performances
- AR : Record continental (area record)
- CR : Record des championnats (championship record)
- MR : Record du meeting (meet record)
- NR : Record national (national record)
- OR : Record olympique (olympic record)
- PR : Record paralympique (paralympic record)
- PB : Record personnel (personal best)
- SB : Meilleure performance personnelle de la saison (season's best)
- WL : Meilleure performance mondiale de l'année (world leader)
- WJR : Record du monde junior (world junior record)
- WR : Record du monde (world record)

Circonstances et Conditions
- DNF : N'a pas terminé (did not finish)
- DNS : N'a pas pris le départ (did not start)
- DQ : Disqualification (disqualification)
- NM : Aucun essai valable enregistré (No Mark)
- Q : Qualifié « directement » au prochain tour (ou à la prochaine compétition), lors d'une compétition majeure, grâce au classement ou à la réalisation des minima (automatic qualifier)
- q : Qualifié au prochain tour (ou à la prochaine compétition), lors d'une compétition majeure, grâce au repêchage ou à la réalisation de l'une des meilleures performances parmi celles des « non qualifiés directement » (grâce au meilleur temps ou à la meilleure distance par exemple) (secondary qualifier)